# Ismail El Gizouli

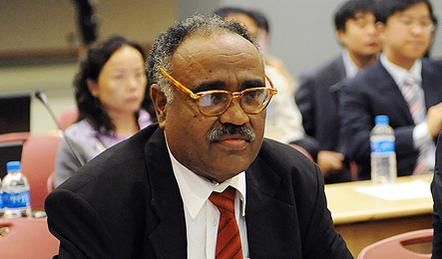
Ismail El Gizouli

Ismael Abdel Rahim El Gizouli ist ein sudanesischer Umwelt- und Energiespezialist. Von Februar bis Oktober 2015 war er kommissarischer Leiter des Weltklimarats (Intergovernmental Panel on Climate Change, IPCC).

## Leben
Ismael El Gizouli erlangte den Bachelor of Science in den Fächern Mathematik und Physik an der Universität Khartum sowie einen Master in Statistik und Operations Research an der Aston University des Vereinigten Königreichs. Im Jahr 1971 trat er dem Ministerium für Industrie in seinem Herkunftsland Sudan bei. 1980 übernahm er als Leiter die Direktion Informationssysteme im Ministerium für Energie, bis er von 1988 bis 1992 als Generaldirektor des Nationalen Energieministeriums Sudans tätig war. 
Er arbeitete als Berater für verschiedene Organisationen, darunter die UNEP und die Afrikanische Entwicklungsbank. Im Jahr 1998 trat er in den Vorstand des Rates für Umwelt und natürliche Ressourcen, wo er die Kooperation zwischen den Vereinten Nationen (UNDP) und der sudanesischen Regierung sicherstellte, um gemeinsame Projekte hinsichtlich des Klimawandels zu verwirklichen. 
Mitglied des IPCC wurde El Gizouli 2002 als stellvertretender Vorsitzender der Arbeitsgruppe III (Klimaschutz), um im Oktober 2010 zum Vizepräsidenten ernannt zu werden. Er beteiligte sich am vierten Sachstandsbericht und dem damit verbundenen Synthesebericht. Parallel zu seinen Tätigkeiten bei der IPCC war er von 2005 bis 2007 Vizepräsident der Faciliative Branch des Compliance Committee der UNFCCC und wurde dann bis 2009 Vorsitzender des Komitees.
Nach dem vorzeitigen Rücktritt von Rajendra Pachauri am 24. Februar 2015 übernahm Ismail El Gizouli als Vizepräsident die kommissarische Leitung des IPCC, bis im Oktober 2015 turnusgemäß die Neuwahl des Präsidenten erfolgte.

## Veröffentlichungen
- Merits of Industrial Investment Act, Industrial Research Institute, Karthoum, 1975[3]
- Energy Supply Management in Sudan, UN, 1983
- Rural, Urban Household Energy Interrelation (Case of Sudan), Zed Books England, AFREPREN Series, 1988
- Towards an Energy Conservation Policy in Sudan, Karthoum, 1992
- Future Energy Requirements in Industry, Transport & Tertiary Sectors in Southern & Eastern African Subregion, African Energy Project, African Development Bank, 1994
- Energy Utilities and Institution in Africa, Zed Books England, AFREPREN Series, 1996
- Pricing, Taxation and Financing of Energy Sector Institutions in Sudan, African Energy Project, African Development Bank, 1994
- Climate Change, Facts & Figures, Karthoum, 1998